# چشم‌برهنه بال‌سرخ
چشم‌برهنه بال‌سرخ (نام علمی: Phlegopsis erythroptera) گونه‌ای از پرندگان حشره‌خوار گنجشک‌سان در زیرتیرهٔ Thamnophilinae از تیرهٔ مورچه‌مرغان (Thamnophilidae) «نمادین» است که در بولیوی، برزیل، کلمبیا، اکوادور، پرو و ونزوئلا یافت می‌شود.